# NGC 535
NGC 535 je galaksija u zviježđu Kit.

## Vanjske poveznice
- SEDS: NGC 0535